# Prasinocyma aetheraea
Prasinocyma aetheraea là một loài bướm đêm trong họ Geometridae.